# Marouane Kacimi
Pour les articles homonymes, voir Kacimi.
Marouane Kacimi (né le 22 août 1996) est un athlète marocain. 

## Biographie
Marouane Kacimi né à meknes 22-08-1996. remporte la médaille d'argent du saut en hauteur et la médaille de bronze du saut en longueur lors des Championnats panarabes d'athlétisme 2019 au Caire. Il est ensuite médaillé d'argent du saut en longueur et médaillé de bronze du décathlon lors des Jeux africains de 2019, à Rabat.